# Dracorex
Dracorex is een geslacht van plantenetende ornithischische dinosauriërs, behorende tot de groep van de Pachycephalosauria, dat tijdens het Late Krijt leefde in het gebied van Noord-Amerika.

## Vondst en naamgeving
In het voorjaar van 2003 ontdekte in de Hell Creek Formation van South Dakota, op een locatie die geheim gehouden werd, amateurpaleontoloog Brian Buckmeier op een trip met Steven en Patrick Saulsbury een schedel. De vondst werd in 2004 gedoneerd aan het Children's Museum of Indianapolis dat vaak door Allie Saulsbury, de dochter van Steve, bezocht was. Het museum liet een volledige skeletreconstructie van het dier vervaardigen waarvan de postcrania dus gebaseerd zijn op de schaarse kennis die we van de romp van pachycephalosauriërs hebben.

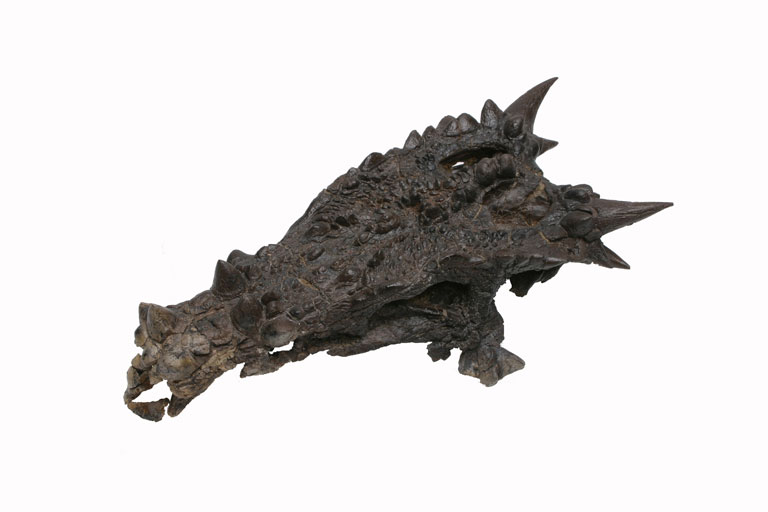
De schedel van het holotype

De typesoort Dracorex hogwartsia werd in 2006 benoemd en beschreven door Robert Thomas Bakker, Robert Sullivan, Victor Porter, Peter Larson en S. Saulsbury. De geslachtsnaam is een samentrekking van de Latijnse woorden voor "draak", draco, en "koning", rex. De soortaanduiding is een verwijzing naar Hogwarts, de school van het romanpersonage Harry Potter die tijdens zijn avonturen menige draak tegenkomt. Dit was in het bijzonder bedoeld als een eerbetoon aan Harry Potter-auteur J.K. Rowling wegens haar bijdragen aan de educatie van kinderen en het hun bijbrengen van de vreugde van het ontdekken.

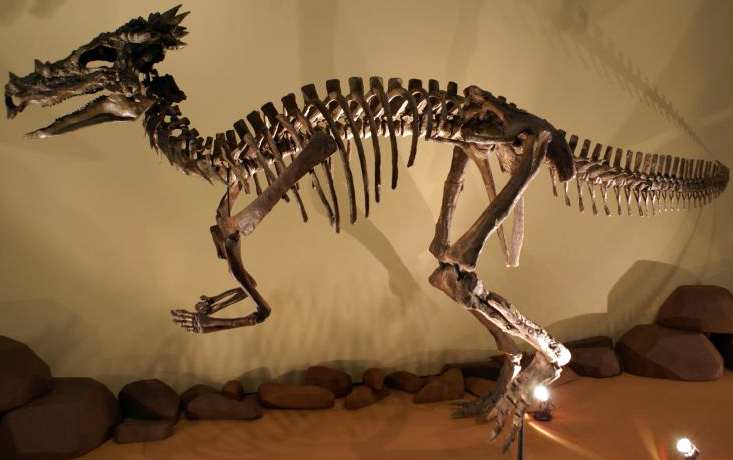
De skeletreconstructie

De vondst, holotype TCMI 2004.17.1, is gevonden in een laag uit het Maastrichtien. Het bestaat uit een enkele goed bewaard gebleven schedel van veertig centimeter lengte, die gekenmerkt wordt door lange scherpe uitsteeksels aan de achterrand en op de neus die het dier het uiterlijk geven van een draak. Verder zijn er vier halswervels aangetroffen, de eerste, derde, achtste en negende. Een specimen dat eerder aan Stygimoloch was toegewezen, het rechtersquamosum YPM 335, werd nu aan Dracorex toegewezen gezien het overeenkomende aantal stekels op de schedelhoek.
Het holotype van Dracorex bestaat uit een juveniel exemplaar; het kan dus zijn dat het het jong betreft van een al bekende pachycephalosauriër; in hetzelfde gebied kwam gelijktijdig Pachycephalosaurus voor. Volgens een studie van Jack Horner uit 2009 was Dracorex hogwartsia inderdaad geen aparte soort maar slechts een groeifase en dus een jonger synoniem van Pachycephalosaurus.

## Beschrijving
Het holotype vertegenwoordigt een individu van zo'n drie meter lengte. 
Bakker en Sullivan gaven een aantal onderscheidende kenmerken aan waarin het dier verschilt van Stygimoloch en Pachycephalosaurus. Ze begonnen hun diagnose echter met het juist aangeven van overeenkomsten met deze vormen: de lange snuit, de halfringen van piramidevormige stekels op de snuit en de krachtig ontwikkelde bult op de wang. Een verschil met beide is dat de schedel van boven vrij vlak is en de extreme verdikking van het schedeldak ontbreekt. Van Stygimoloch verschilt Dracorex in het bezit van vier kleinere stekels op het squamosum in plaats van drie langere. Van alle andere Pachycephalosauridae verschilt Stygimoloch in het bezit van niet-gesloten bovenste slaapvensters. Zowel dat laatste kenmerk als het ontbreken van een koepelvormig schedeldak zijn echter evidente jeugdkenmerken. Dat een vrij groot dier die toont, werd door Bakker en Sullivan verklaard als een geval van neotenie maar kan veel eenvoudiger verklaard worden door aan te nemen dat het om een wijfje gaat. Sinds 2006 heeft zich dan ook de consensus ontwikkeld dat Dracorex het jong of wijfje is van Stygimoloch of Pachycephalosaurus. Dat zou ook begrijpelijk maken dat op het schedeldak de supraorbitalia en het postorbitale niet vergroeid zijn.

## Fylogenie
Bakker deelt Dracorex in bij de Pachycephalosaurinae en meent dat de uitsteeksels een gevolg zijn van neotenie en dat dit verschijnsel eerdere kladistische analyses van de verwantschappen binnen de groep Pachycephalosauria waardeloos maakt. 